# Lookout Mountain, Lookout Sea
Albums de Silver Jews
Tanglewood Numbers
(2005)
Lookout Mountain, Lookout Sea est un album de Silver Jews, sorti en 2008.

## L'album

### Titres
Tous les titres sont de David Berman, sauf mentions.
1. What Is Not but Could Be If (3:08)
2. Aloysius, Bluegrass Drummer (1:54)
3. Suffering Jukebox (4:21)
4. My Pillow Is the Threshold (3:52)
5. Strange Victory, Strange Defeat (2:44)
6. Open Field (Maher Shalal Hash Baz) (2:39)
7. San Francisco B.C. (6:15)
8. Candy Jail (2:30)
9. Party Barge (2:55)
10. We Could Be Looking for the Same Thing (3:35)

### Musiciens
- Cassie Berman : basse, voix
- David Berman : guitare, voix
- Tony Crow : claviers
- Brian Kotzur : batterie
- Peyton Pinkerton : guitare
- William Tyler : guitare